# Bidofono
Il bidofono (in inglese washtub bass) detto anche liron, o tulòn, è uno strumento musicale della famiglia dei cordofoni pizzicato.

## Origini
Gli etnomusicologi tracciano le origini dello strumento fino alla "arpa da terra", una versione che usa un pezzo di pelle di animale tirata su un pozzo come risonatore. Lo ang-bindi costruito dal popolo Baka del Congo non è che un esempio di questo strumento tra le società tribali dell'Africa e dell'Asia Sud-Orientale e prende il nome dal termine generico inbindi che viene utilizzato per tutta una famiglia di strumenti correlati.
L'evoluzione della costruzione, includendo l'uso di risonatori più facilmente trasportabili ha condotto a strumenti come il dan bau (Vietnam), il gopichand (India) e più recentemente, la "corda elettrica".

## Utilizzo in musica
Nasce nella tradizione popolare, come strumento da osteria.
In Friuli viene chiamato liròn un suo omologo costruito con una tolla di latta e tre corde.
In America è molto utilizzato nella musica bluegrass, in particolare in quelle che vengono chiamate jug band, e nella musica folk americana.
Nelle jug band il bidofono è spesso accompagnato da un lavatoio utilizzato come uno strumento a percussioni.
Le jug band, conosciute originariamente come spasm bands nacquero tra gli afroamericani di New Orleans nei primi anni del Novecento e raggiunsero l'apice della loro popolarità tra il 1925 ed il 1935 a Memphis e Louisville.
All'incirca nello stesso periodo, gli abitanti della zona degli Appalachi usavano il bidofono nella loro musica folkloristica.
Uno stile musicale conosciuto come gut-bucket blues nacque dalla scena delle jug band, ed è stato citato come il tipo di musica che Sam Phillips della Sun Records stava cercando quando per la prima volta registrò Elvis Presley.
Nei gruppi skiffle inglesi e nelle bush band australiane e neozelandesi, lo stesso tipo di basso ha una scatola di tè come risonatore.
Prima dei Beatles, il gruppo di John Lennon e Paul McCartney, The Quarry Men, utilizzava un bidofono costruito con una cassa da tè, come era comune tra i gruppi giovanili nel 1956.
Il revival della musica folk negli Stati Uniti nei primi anni sessanta riportò interesse sul bidofono e la musica delle jug band.
Tra gli altri fu usato da gruppi come Mother McCree's Uptown Jug Champions (i futuri Grateful Dead) e The Jim Kweskin Jug Band con Fritz Richmond al basso. Richmond è considerato il più grande virtuoso del bidofono ed il suo lavoro può essere trovato in numerose registrazioni americane e giapponesi. Uno dei suoi bidofono è nella collezione della Smithsonian Institution.
Sulla copertina dell'album Willy and The Poor Boys dei Creedence Clearwater Revival il bassista sta suonando un bidofono.
Recentemente Brian Ritchie della band Violent Femmes ha suonato un "bidofono elettrico", e Les Claypool, bassista dei Primus, suona spesso una sua variante chiamata whamola.
Il bidofono, per il suo basso costo costruttivo, è spesso utilizzato dai gruppi di strada, così come da gruppi con strumenti autocostruiti.
Chi suona il bidofono va incontro agli stessi problemi di chi suona un contrabbasso od un basso fretless, cioè la necessità di un buon orecchio musicale per trovare le note.
Viene anche usato dal gruppo combat folk Modena City Ramblers, da Massimo Ghiacci, ma il vero esperto e specialista in Italia è senz'altro il bassista Valerio Corzani che ha utilizzato il basso tinozza (bidofono) in tutti i progetti che ha ideato e a cui ha partecipato (Mau Mau, Mazapegul, Gli Ex, Dead Cat in a Bag, Interiors).

## Costruzione
A seconda della costruzione può essere alto più di due metri e può essere suonato sia come voce percussiva sia come voce melodica.
Il materiale necessario a costruirlo comprende:
- un bidone in legno, plastica o metallo;
- un manico di scopa, di legno duro, lungo circa due metri;
- una corda di al più 0,5 cm di diametro;
- due bulloni con rondella;
- una vite con occhiello.

La costruzione è relativamente semplice, basta forare il fondo del bidone nel centro, bloccare i due bulloni uno da una parte ed uno dall'altra del fondo con le rondelle inserite in modo che il bidone non si rovini, fissare la corda all'occhiello da una parte e dall'altra al capo del manico di scopa.
Si incide poi una tacca nel manico della scopa in modo che sia semplice appoggiarla al bordo del bidone.
Ora si pone il problema di fare uscire le onde sonore dallo strumento.
Tra le soluzioni migliori, del legno sagomato in maniera da tenere il bidone lievemente inclinato e discosto da terra.